# 1913 no cinema

## Principais filmes estreados
- Os Óculos do Vovô, de e com Francisco Santos

## Nascimentos
| Data            | Nome           | Profissão                                                       | Nacionalidade  | Observações | Ref |
| --------------- | -------------- | --------------------------------------------------------------- | -------------- | ----------- | --- |
| 15 de janeiro   | Lloyd Bridges  | ator                                                            | Estados Unidos | m. 1998     |     |
| 29 de janeiro   | Victor Mature  | ator                                                            | Estados Unidos | m. 1999     |     |
| 22 de Fevereiro | Harry Keller   | produtor e diretor de cinema                                    | Estados Unidos | m. 1987     |     |
| 8 de julho      | Bill Thompson  | cantor, ator de rádio e dublador                                | Estados Unidos | m. 1971     |     |
| 18 de julho     | Red Skelton    | ator                                                            | Estados Unidos | m. 1997     |     |
| 7 de setembro   | Anthony Quayle | ator de cinema, televisão e teatro e diretor de cinema e teatro | Reino Unido    | m. 1989     |     |
| 19 de setembro  | Frances Farmer | actriz                                                          | Estados Unidos | m. 1970     |     |
| 5 de Novembro   | Vivien Leigh   | atriz                                                           | Reino Unido    | m. 1967     |     |

## Mortes
| Data | Nome | Profissão | Nacionalidade | Observações | Ref |
| ---- | ---- | --------- | ------------- | ----------- | --- |